# Spike Nederland
Spike Nederland was de Nederlandse versie van de Amerikaanse zender Spike die sinds 2018 door het leven gaat als Paramount Network. Het was de derde Spike zender naast de Amerikaanse en Britse versie van de zender. De televisiezender richtte zich op een doelgroep van voornamelijk mannen. Op 18 januari 2018 werd de naam van het Amerikaanse hoofdkanaal veranderd naar Paramount Network. In Europa leek Spike als merk naast Paramount Network te blijven bestaan, aangezien Paramount Network en Spike in diverse markten tegelijkertijd actief waren. Uiteindelijk zijn alle Spike-versies in 2022 verdwenen. Op 24 mei 2022 is de Nederlandse versie van Spike (als laatste nog bestaande lineaire tv-zender) opgehouden te bestaan. Spike Nederland is toen vervangen door Paramount Network.

## Geschiedenis

### Oktober 2015
In Nederland begon de zender met uitzenden op 1 oktober 2015, tegelijkertijd met de Vlaamse versie van Spike. Van 1 oktober 2015 tot 11 december 2016 werd Spike dagelijks tussen 21.00 u en 2.30 u uitgezonden op het kanaal van Nickelodeon. Daardoor werd het programmablok TeenNick van Nickelodeon stopgezet dat eerder uitzond tussen 21.00 en 5.00 u. De tijd tussen 2.30 en 5.00 u werd overgenomen door Nickelodeon. Ondanks de gelijke uren liggen de verschillen tussen de Nederlandse en Vlaamse versie in de programmering, stemmen en reclames.

### December 2016
Sinds 12 december 2016 zendt Spike exclusief 24 uur per dag uit bij Ziggo. Dit kon omdat het deelkanaal Nickelodeon/Spike werd gesplitst. Bij andere providers zendt Spike dagelijks uit van 21.05 tot 5.00 uur op het kanaal van Nickelodeon. Daarmee krijgt het ongeveer 2,5 uur aan uitzendtijd bij de andere providers. De extra tijd die komt er door de nieuwe programmering waarbij er iets later wordt gestart en de uitzendingen later stoppen.

### Maart 2017
Vanaf 1 maart 2017 komen er verschillende providers bij die Spike 24 uur per dag zullen uitzenden. Bij deze providers zal het deelkanaal worden gesplitst. Het gaat hierbij om Delta, KPN, Telfort, XS4ALL, Caiway, T-Mobile Nederland en Glashartmedia. Bij de andere providers (Digitenne, CanalDigtaal, Kabelnoord & Tele 2) blijft Spike het kanaal met Nickelodeon delen. Bij de satellietprovider Joyne was Spike gelijk vanaf de start van deze provider in 2017 24 uur per dag te zien totdat Joyne failliet ging en diens uitzendingen op 31 juli 2021 staakte. Vanaf augustus 2018 bij Canal Digitaal en per januari 2019 bij Kabelnoord zijn Nickelodeon en Spike als 24/7 kanaal toegevoegd.

### 24 Mei 2022
Op 30 maart 2022 heeft Paramount Global aangekondigd dat Spike in Nederland per 24 mei 2022 zal worden vervangen door Paramount Network. De Nederlandse versie van Spike was de laatste nog actieve versie van Spike als lineaire tv-zender. Paramount Network zal zich meer richten op series en films en heeft op 24 mei 2022 de plek van Spike ingenomen.

## Programma's
- Top Gear
- Rick en Morty
- Ollie's Pack
- Unsupervised
- Out There
- Cupcake en Dino: Tot uw dienst
- Twelve Forever
- The Life & Times of Tim
- Harvey Girls Forever!
- Brickleberry
- The New Guy
- Huize Herrie
- Grojband
- Rise of the Teenage Mutant Ninja Turtles
- Live From Abbey Road
- The Colbert Report
- Glory Daze
- Rock Road
- Middlemost Post
- Kenny vs. Spenny
- Ridiculousness
- The King of Queens
- The Haunted Hathaways
- The Thundermans
- Hotel Transylvania: The Series
- ThunderCats Roar
- Victorious
- Game Shakers
- Get Backers
- The Graham Norton Show
- Tosh.0
- The Patrick Star Show
- Side Hustle
- The Snoopy Show
- Planet Survival
- My Little Pony: Friendship is Magic
- School of Rock
- 30 Rock
- Hilda
- Star Trek: Lower Decks
- Final Space